# Astomelloides auripila
Astomelloides auripila är en tvåvingeart som först beskrevs av Enrico Adelelmo Brunetti 1912.  Astomelloides auripila ingår i släktet Astomelloides och familjen kulflugor. Inga underarter finns listade i Catalogue of Life.